# 初出茅蘆 (絕命律師)
〈初出茅蘆〉（英語：Uno）是美國犯罪劇情電視劇《絕命律師》的劇集首播集。該集是第一季的第一集，由劇集的開創者文斯·吉利根和彼得·古爾德編劇，並由吉利根執導。在美國，該集於2015年2月8日在AMC播出；至於美國以外的多個國家，該集在串流媒體服務Netflix上首播。
該劇劇情主要發生在2002年，大約是主角薩爾·古德曼（鮑勃·奧登科克 飾）與華特·懷特（布莱恩·科兰斯顿 飾）相遇的六年前，吉米·麥吉爾（薩爾·古德曼本名）在該集是一名在美甲沙龍後面的小辦公室苦苦掙扎地工作的律師。喬納森·班克斯重新飾演麥克·艾曼翠岳，一名擔任停車場服務員的退休警察，而雷蒙·克魯茲亦重新飾演墨西哥高級毒販屠庫·薩拉曼卡。該集備受評論家普遍好評，更有688萬觀眾觀看，成為當時美國有線電視歷史上收視率最高的首播集。

## 劇情

### 開場
在內布拉斯加州的奧馬哈，禿頂且留著小鬍子的薩爾·古德曼（鮑勃·奧登科克 飾）化名吉恩·塔卡維奇（Gene Takavic）在一家購物中心裡的肉桂卷專門店Cinnabon擔任經理。當天晚上，他在公寓裡淚流滿面地觀看自己以前的電視廣告的VHS錄像帶。

### 主線劇情
2002年5月，吉米·麥吉爾（Jimmy McGill）是一名在新墨西哥州的阿爾伯克基苦苦掙扎地工作的律師。在代表三名青少年擔任公設辯護人後，吉米對僅獲得700美元的報酬感到沮喪。吉米正打算離開法院停車場去見一位辯護委託人，卻在閘前被停車場服務員麥克·艾曼翠岳（喬納森·班克斯 飾）攔住。麥克表示吉米需要支付現金或交出足夠的法庭提供停車貼紙，否則就不讓他離開。
吉米與正在接受挪用公款調查的貝琪·凱特曼（茱莉・安・艾茉莉 飾）和克雷格·凱特曼（傑瑞米·沙姆斯 飾）會面。凱特曼夫婦對是否僱用吉米猶豫不決，在吉米留下聯繫方式後他們便離開了。吉米後來在開車時為他們訂購鮮花，卻不小心在馬路上撞到一個踩滑板的人。他的雙胞胎兄弟錄下了意外過程並威脅要報警，除非吉米付錢給他們當作醫藥費，但吉米意識到他們的詭計並趕走他們。他隨後回到自己在一家越南美甲沙龍後面的小辦公室，並在桌上找到一張來自HHM律師行（Hamlin, Hamlin & McGill）的支票。他馬上撕毀支票，並前往HHM律師行指責霍華德·漢姆林（帕特里克·法比安 飾）和其他律師行合夥人只給予象徵性的價錢，是騙取他的哥哥查克·麥吉爾（邁克爾·麥基恩 飾）在律師行的股份。吉米在離開的路上看到凱特曼夫婦前來委託HHM，這讓他氣得不斷踢垃圾桶。
吉米前往探望和照顧查克，他因為認為自己患有電磁波過敏症所以留在家中不願與外界接觸，他亦沒有任何工作燈或電器，只用燈籠照明並在手動打字機上工作。查克拒絕接受HHM的股權收購，並建議吉米停止使用麥吉爾這個姓氏來從事法律業務。
吉米後來找到先前的雙胞胎滑板手拉斯和卡爾（Lars and Cal）（史蒂文·萊文（Steven Levine）和丹尼爾·斯賓塞·萊文（Daniel Spenser Levine） 飾），並告訴他們自己在年輕時通過“假摔”詐騙而獲得“假摔王吉米”的綽號。他安排卡爾被貝琪的車撞到，認為這將使自己能夠再次得到為凱特曼夫婦辯護的機會，然而車輛的司機在撞到卡爾後並沒有停車檢查他的安全，而是直接開車離開。卡爾和拉斯馬上追上去，但當汽車停下時只見一位老婦人走出駕駛座，他們一邊試圖讓她付錢一邊跟隨進入她的房子。吉米隨後到達尋找雙胞胎，但卻突然被屠庫·薩拉曼卡（雷蒙·克魯茲 飾）用槍指著拉進房子。

## 製作

### 開發

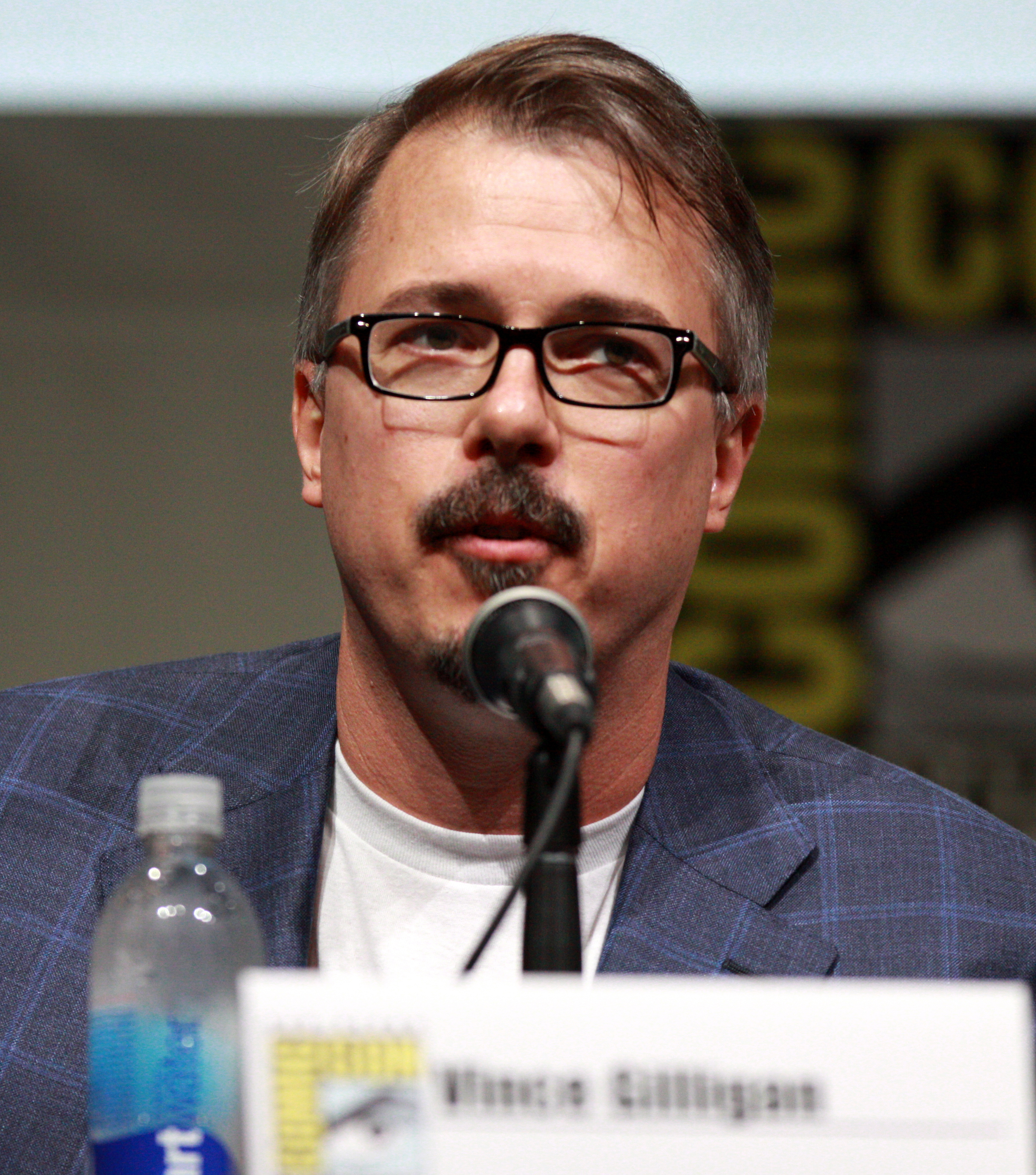
劇集的聯合開創者文斯·吉利根, 他亦是前作《絕命毒師》的開創者

《絕命毒師》的外傳劇集在節目第五季播出時首次被討論。2012年7月，《絕命毒師》的開創者文斯·吉利根暗示可能會推出一部以薩爾·古德曼為主角的外傳。2013年4月，吉利根和彼得·古爾德確認將開發《絕命毒師》外傳劇集《絕命律師》；古爾德是首次介紹古德曼一集的編劇。在2012年7月的一次採訪中，吉利根說自己喜歡“主角律師會不惜一切代價遠離法庭的律師節目想法”，包括會在法院大樓的台階上和解。

### 拍攝
與其前作《絕命毒師》一樣，該劇亦以新墨西哥州的阿爾伯克基為背景和拍攝。2014年6月19日，AMC宣佈已續訂該劇的第二季共13集，第二季將於2016年初首播，而第一季總共10集，首播則被推遲至2015年初。第一部預告片於2014年8月10日在AMC首播，並確認第一季的首播日期為2015年2月。
在該集的第一個場景中，薩爾（以化名吉恩·塔卡維奇（Gene Takavic）隱藏自己的真實身份）正在一家購物中心裡的Cinnabon工作。該場景以內布拉斯加州的奧馬哈為背景，但實際上是在新墨西哥州的阿爾伯克基的卡頓伍德購物中心拍攝。場景主要是黑白鏡頭，除了在一小段時間裡薩爾·古德曼的彩色廣告映照在吉恩的眼鏡上。

## 迴響

### 評價
該集獲得絕大多數的正面評價。根据評論匯總网站爛番茄汇总的20篇评论文章，100%的评论家给予该作正面评价，使之獲得「認證新鮮」標識，平均打分为8.70分（满分10分）」
《福布斯》的埃里克·凱恩（Erik Kain）就該集和該劇說：“ 《絕命律師》不僅僅是一個受歡迎的電視劇的外傳。到目前為止，這是一部很棒的電視劇。該劇有前作一些熟悉的元素，但其仍然設法使自己變得獨特。”《华盛顿邮报》的漢克·斯圖弗（Hank Stuever）給該集評分為“B+”，並寫道該劇“完全符合經典前作的格調和風格”，並且“在兩個小時內提出的問題比其隨意回答的要多”。《君子雜誌》的斯蒂芬·馬爾凱（Stephen Marche）寫道第一季的前幾集比《絕命毒師》的更好。《商业内幕》的克爾斯滕·阿庫納（Kirsten Acuna）聲明最初的幾集“包含你想要的外傳電視劇的一切”。
《IGN》的羅斯·科內特（Roth Cornet）給該集8.7/10分的評價，並說：“薩爾能與華特·懷特較量嗎？不能。但他不必與其他人較量。《絕命律師》提出了一個簡單但引人入勝的問題：到底吉米·麥吉爾發生了什麼迫使他把自己變成無情、不再慚愧、但非常有趣的罪犯律師薩爾·古德曼？他是我們在《絕命毒師》中認識和喜愛的男人，我很期待看到這個故事的展開。”《紐約郵報》的邁克爾·斯塔爾（Michael Star）寫道：“星期日的首播集片段以輕快的方式進行，略帶悲傷的攝製藝術，就像《絕命毒師》一樣，以某種方式使明亮的新墨西哥州的陽光與蔚藍的天空作對比，看起來像是暴風雨般的不祥預兆——更被奧登柯克自信的演出和吉米的活潑對話所昇華……我總是很想知道一部新劇集如何/是否能夠延續其首播集的勢頭，尤其是像《絕命律師》這樣被AMC大肆宣傳的劇集，以至於你開始疑惑。”
《今日美國》的羅伯特·比安科（Robert Bianco）說：“面對現實吧，當AMC宣佈已訂購《絕命毒師》的前傳時，許多人認為其不惜一切代價榨取舊的概念是一個缺乏新想法的愚蠢舉動。好吧，我們是對的——但我們沒有考慮到主演鮑勃·奧登科克以及開創者文斯·吉利根和彼得·古爾德帶給《絕命律師》的天賦......以及他們能夠將母豬的耳朵變成幾乎接近絲綢錢包的能力。”《洛杉磯時報》的瑪麗·麥克納馬拉（Mary McNamara）在她的評論中總結說：“薩爾的優勢在於他鎮定自若的性格：無論情況多麼危急或糟糕，他都能辨認出合乎邏輯的下一步並採取行動。吉米·麥吉爾目前還未知道要怎麼做，而《絕命律師》將向我們展示他是如何一步步學習的。”

### 收視率
該集在播出後總收視率為688萬觀眾，成為迄今為止美國有線電視歷史上收視率最高的首播集。當晚該劇在美國有線電視網排名第二，僅次於電視劇《行屍》；而截至2015年2月9日，《行屍》是美國18-49歲成人收視率第二高的娛樂廣播節目，僅次於在第四十九屆超級盃後播出的《黑名單》劇集“盧瑟·布拉克斯頓”。

### 榮譽
文斯·吉利根和彼得·古爾德憑該集贏得美國編劇工會電視獎：分集劇情類。剪輯師斯奇普·麥克唐納亦在2016年美國電影剪輯師協會獎上獲提名最佳商業電視一小時劇集剪輯（英語：Best Edited One Hour Series for Commercial Television）。

### 引文
1. 1 2 3  Kondolojy, Amanda. . TV by the Numbers. February 9, 2015  [February 9, 2015]. （原始内容存档于February 10, 2015）.
2. ↑  101 Better Call Saul Insider 2015，1:25–2:00.
3. ↑  . Deadline Hollywood. July 15, 2012  [February 8, 2015]. （原始内容存档于October 2, 2013）.
4. ↑  Andreeva, Nellie. . Deadline Hollywood. April 9, 2013  [February 8, 2015]. （原始内容存档于June 19, 2014）.
5. ↑  Andreeva, Nellie. . Deadline Hollywood. September 11, 2013  [February 8, 2015]. （原始内容存档于August 10, 2014）.
6. ↑  . On Location Vacations. June 2, 2014  [February 8, 2015]. （原始内容存档于February 20, 2015）.
7. ↑  Kondolojy, Amanda. . TV by the Numbers. June 19, 2014  [February 8, 2015]. （原始内容存档于February 12, 2015）.
8. ↑  Hooten, Christopher. . The Independent. August 11, 2014  [February 8, 2015]. （原始内容存档于December 6, 2014）.
9. ↑  . NewsCastic. April 7, 2015  [August 1, 2019]. （原始内容存档于June 26, 2017）.
10. ↑  VanDerWerff, Emily. . Vox. 2015-02-09  [2020-07-15]. （原始内容存档于June 19, 2019） （英语）.
11. ↑  . Rotten Tomatoes.   [2022-09-20]. （原始内容存档于2022-09-27）.
12. ↑  Kain, Erik. . Forbes. February 8, 2015  [February 8, 2015]. （原始内容存档于February 9, 2015）.
13. ↑  Stuever, Hank. . The Washington Post. January 13, 2015  [February 8, 2015]. （原始内容存档于January 16, 2015）.
14. ↑  Marche, Stephen. . Esquire（英语：Esquire (magazine)）. Hearst Magazines（英语：Hearst Communications）. January 21, 2015  [February 8, 2015]. （原始内容存档于February 7, 2015）.
15. ↑  Acuna, Kirsten. . Business Insider. Business Insider Inc. January 21, 2015  [February 8, 2015]. （原始内容存档于February 8, 2015）.
16. ↑  Cornet, Roth. . IGN. February 2, 2015  [February 8, 2015]. （原始内容存档于February 7, 2015）.
17. ↑  Starr, Michael. . New York Post. February 5, 2015  [February 8, 2015]. （原始内容存档于February 8, 2015）.
18. ↑  Bianco, Robert. . USA Today. February 6, 2015  [February 8, 2015]. （原始内容存档于February 8, 2015）.
19. ↑  McNamara, Mary. . Los Angeles Times. February 6, 2015  [February 8, 2015]. （原始内容存档于February 9, 2015）.
20. ↑  Bibel, Sara. . TV by the Numbers. February 2, 2015  [February 9, 2015]. （原始内容存档于February 9, 2015）.
21. ↑  Bibel, Sara. . TV by the Numbers. February 3, 2015  [February 9, 2015]. （原始内容存档于February 8, 2015）.
22. ↑  McNary, Dave. . Variety. February 13, 2016  [February 13, 2016]. （原始内容存档于May 3, 2016）.
23. ↑  Hipes, Patrick. . Deadline Hollywood. January 3, 2017  [January 25, 2022]. （原始内容存档于April 17, 2021）.

### Podcast
- McCaleb, Chris; Dixon, Kelley. . Podbay (). February 8, 2015  [January 25, 2022]. （原始内容存档于2022-09-22）.

## 外部連結
- 互联网电影数据库上初出茅蘆的资料（英文）

- 《初出茅蘆》（页面存档备份，存于）在AMC
- 爛番茄上《初出茅蘆》的資料（英文）